# Абишала, Александрас
Александрас Абишала (лит. Aleksandras Abišala; род. 28 декабря 1955, Инта, Коми АССР, РСФСР, СССР) — литовский политик и бизнесмен. Бывший (полгода в 1992 году) премьер-министр Литвы. Кандидат физико-математических наук.

## Биография
Родился в Коми АССР, где его родители находились в ссылке. Вернулся в Литву в 1978 году. Учился в каунасской школе № 25. Окончил физический факультет Вильнюсского государственного университета. В 1978—1980 годах служил в Советской Армии. После службы работал старшим инженером в Каунасском политехническом институте. Глава Каунасского отделения «Саюдис» с 1988.
Абишала избран депутатом Верховного Совета Литвы в 1990 году и был в числе подписавших декларацию о независимости от 11 марта. До 1992 года он занимал пост министра без портфеля, затем с 21 июля по 2 декабря 1992 года — премьер-министра.
В настоящее время ушёл в частный бизнес и владеет фирмой, которая занимается консалтингом. Вёл переговоры с Европейским Союзом по вопросу закрытия Игналинской АЭС. Для этих переговоров ему был присвоен ранг
чрезвычайного и полномочного посланника.

## Личная жизнь
Женат, двое детей.

## Награды
- Медаль Независимости Литвы